# مایکل برنان
مایکل برِنان (انگلیسی: Michael Brennan; ۲۵ سپتامبر ۱۹۱۲ – ۲۹ ژوئن ۱۹۸۲) هنرپیشه اهل بریتانیا بود.
از فیلم‌هایی که در آن نقش داشته می‌توان به گلوله آتشین اشاره کرد.